# 萊斯佩濟鄉
47°22′N 26°42′E / 47.367°N 26.700°E
萊斯佩濟鄉（羅馬尼亞語：Lespezi）是羅馬尼亞的鄉份，位於該國東北部，由雅西縣負責管轄，面積53平方公里，海拔高度245米，2007年人口5,980，人口密度每平方公里113人。